# Asphondylia mesembrianthemi
Asphondylia mesembrianthemi är en tvåvingeart som beskrevs av Ignaz Rudolph Schiner 1868. Asphondylia mesembrianthemi ingår i släktet Asphondylia och familjen gallmyggor. Inga underarter finns listade i Catalogue of Life.